# 1780 en musique classique
| \| • Retour à la chronologie générale de la musique classique • \| |
| Grèce • Rome • Haut Moyen Âge • VIIIe siècle • IXe siècle • Xe siècle • XIe siècle XIIe siècle • XIIIe siècle • XIVe siècle • XVe siècle • XVIe siècle • XVIIe siècle XVIIIe siècle • XIXe siècle • XXe siècle • XXIe siècle |
| • Retour à la chronologie générale de la musique classique • |

| Années en musique classique : 1777 - 1778 - 1779 - 1780 - 1781 - 1782 - 1783    |
| Décennies en musique classique : 1750 - 1760 - 1770 - 1780 - 1790 - 1800 - 1810 |

## Événements
- 7 février : Laure et Pétrarque, opéra-comique de Fabre d'Églantine, joué à Maastricht (Il pleut, il pleut, bergère).
- 22 février : Atys, tragédie lyrique de Niccolo Piccinni et Jean-François Marmontel, créé à l'Opéra de Paris.
- carnaval : Le donne rivali, intermezzo de Domenico Cimarosa, créé à Rome.
- 6 juin : création d'Andromaque, tragédie lyrique d'André Grétry à l'Opéra de Paris.
- 29 août : Symphonie no 34 en ut majeur de Mozart.
- Luigi Boccherini: 6 quatuors op.32 et Quintette Musica notturna delle strade di Madrid.

## Naissances

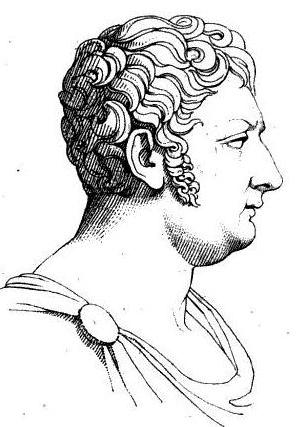
Louis Nourrit

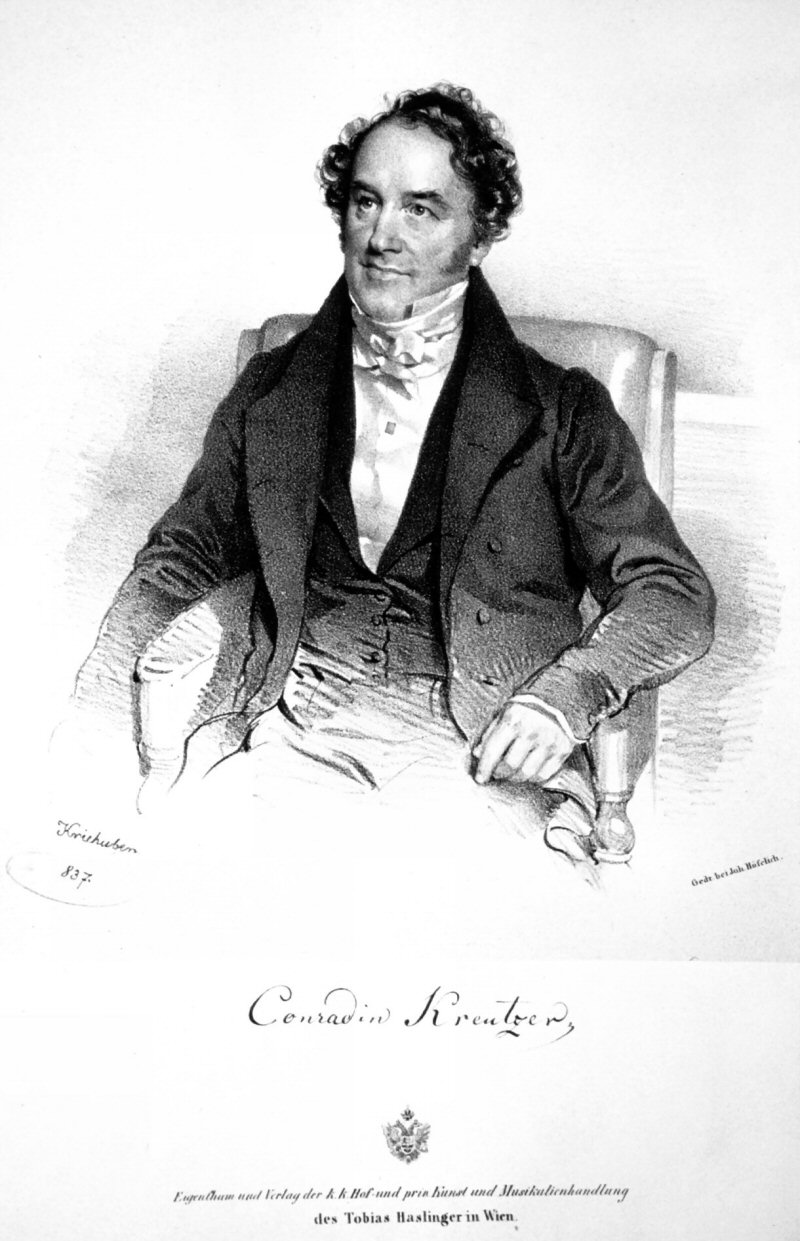
Conradin Kreutzer

- 14 janvier : François-Joseph Dizi, musicien belge, harpiste le plus renommé de son temps († novembre 1840).
- 27 janvier : Giuseppe Siboni, ténor italien († 28 mars 1839).
- 29 février : George Bridgetower, violoniste polonais († 20 février 1860).
- 8 avril : Ferdinand Gasse, violoniste et compositeur français († après 1840)
- 11 avril : César Antoine Janssen, clarinettiste français qui a inventé les rouleaux de clefs facilitant le glissement de l'auriculaire († 25 mai 1860).
- 5 juin : Auguste Bertini, pianiste et compositeur français († 25 juin 1856).
- 25 juillet : Christian Theodor Weinlig, professeur de musique, compositeur, chef de chœur et Thomaskantor allemand († 7 mars 1842).
- 28 juillet : Joaquína Sitchez, soprano espagnole († 10 mai 1864)
- 2 août : Henri-Étienne Dérivis, de basse française († 1er février 1856).
- 4 août : Louis Nourrit, ténor français († 23 septembre 1831).
- 30 septembre : Louis-François Chaft, contrebassiste français († 2 décembre 1856).
- 28 octobre : Ernst Anschütz, organiste, professeur, poète et compositeur allemand († 18 décembre 1861).
- 2 novembre : Caroline Branchu, soprano française († 14 octobre 1850).
- 3 novembre : Victor Dourlen, compositeur français († 8 janvier 1864).
- 18 novembre : Franz Clement, violoniste, pianiste et compositeur autrichien, chef d'orchestre au Theater an der Wien († 3 novembre 1842).
- 22 novembre : Conradin Kreutzer, chef d'orchestre et compositeur allemand († 14 décembre 1849).

Date indéterminée
- Franciszek Lessel, pianiste et compositeur polonais († 26 décembre 1838).
- Dietrich Nikolaus Winkel, inventeur du premier métronome fonctionnel († 28 septembre 1826).

## Décès
- 1er janvier : Johann Ludwig Krebs, compositeur et organiste allemand (° 12 octobre 1713).
- 10 janvier : Francesco Antonio Vallotti, compositeur, théoricien et organiste italien (° 11 juin 1697).
- 14 mai : Pierre-Montan Berton, compositeur français (° 7 janvier 1727).

Date indéterminée
- Domenico Ferrari, violoniste et compositeur italien (° 1722).
- Salvatore Lanzetti, violoncelliste et compositeur italien (° 1710).
- Adrien-Joseph Le Valois d'Orville, librettiste amateur (° 8 juin 1715).
- Jan Křtitel Jiří Neruda, compositeur tchèque (° 1708).

Vers 1780
- Rinaldo di Capua, compositeur italien (° vers 1705).